# Pier Antonio Bernabei

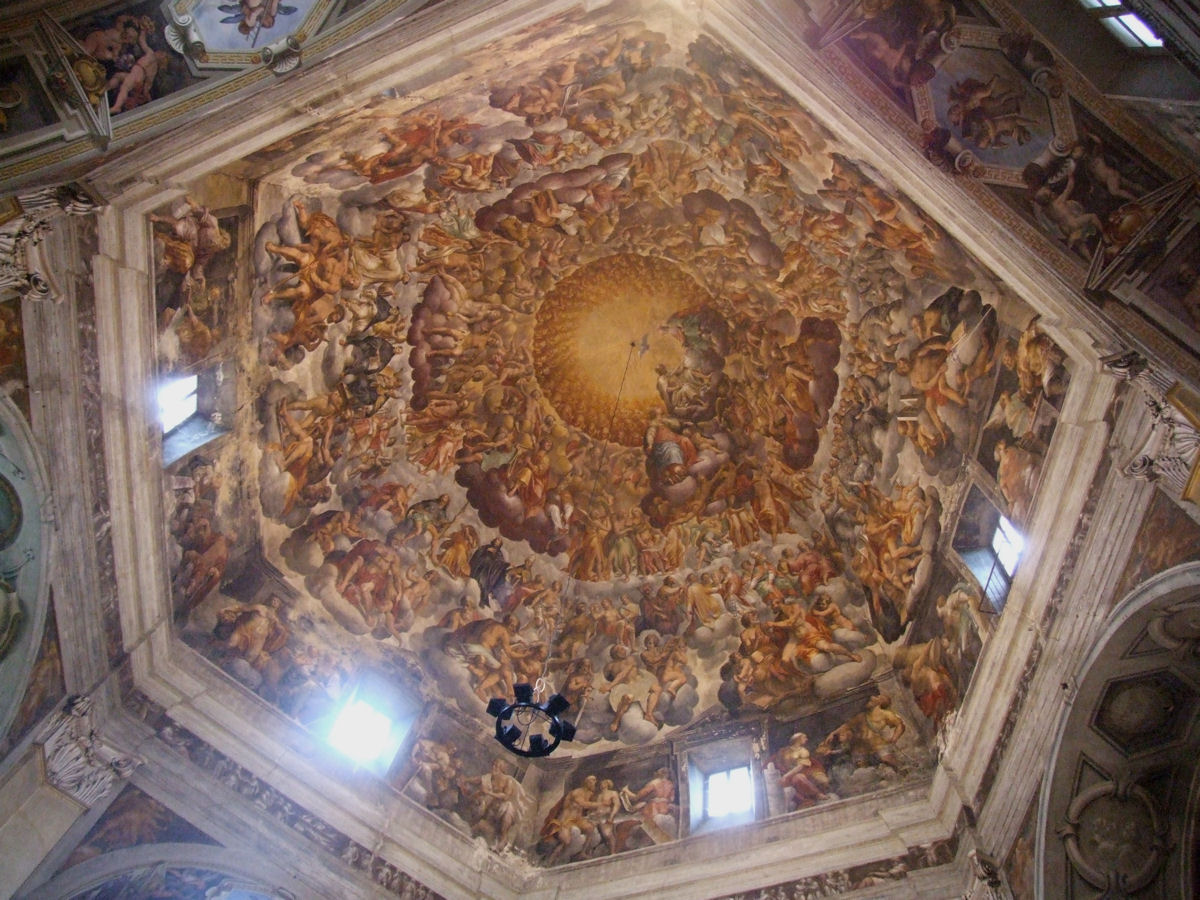
L'affresco della cupola della chiesa di Santa Maria del Quartiere

Pier Antonio Bernabei (Parma, 13 maggio 1567 – Parma, 1630) è stato un pittore italiano.

## Biografia
Parmigiano di nascita, trascorse la giovinezza a Bologna, dove si formò artisticamente nell'ambito dei Carracci. Tornò in patria alla morte del padre Giacomo Antonio (1595); la sua prima opera documentata è del 1602, alcuni affreschi per la chiesa parrocchiale di San Martino ad Arola, che fu gravemente danneggiata da un terremoto nel 1818. Nella chiesa ricostruita resta la pala dell'altare maggiore con San Martino e san Bernardo in un paesaggio e la Madonna in gloria. Nel 1610 affrescò la cupola della chiesa di San Martino di Traversetolo, con l'Assunzione della Beata Vergine (ancora visibile, sebbene seriamente danneggiata); realizzò anche le decorazioni del soffitto e delle logge del Teatro Farnese (sotto la direzione di Lionello Spada), che sono andate perdute.
La sua opera più importante è considerata la realizzazione dell'affresco con la rappresentazione del Paradiso nella cupola della chiesa di Santa Maria del Quartiere (1626-1629). Degni di nota, sempre a Parma, anche gli affreschi per la chiesa di Santa Maria dei Servi.
Gli è attribuito un disegno della Natività conservato nel British Museum di Londra, cui si ispirò fedelmente Giovanni Maria Conti, allievo del Bernabei, per la decorazione ad affresco della cappella di San Giuseppe nella chiesa di Santa Croce a Parma.
Realizzò numerose pale d'altare per le chiese di Parma.
A Parma gli è stato intitolato borgo Pier Antonio Bernabei (precedentemente borgo Bertani e prima ancora borgo Bertano, da un'antica famiglia parmigiana), una via dell'Oltretorrente che collega piazzale Guido Picelli (dove si trova proprio Santa Maria del Quartiere) a strada Massimo d'Azeglio.